# Gampong Jumpa
Gampong Jumpa is een bestuurslaag in het regentschap Pidie van de provincie Atjeh, Indonesië. Gampong Jumpa telt 817 inwoners (volkstelling 2010).